# Pauline Delabroy-Allard
Pauline Delabroy-Allard (* 1988) je francouzská spisovatelka. V roce 2018 debutovala románem Taková je Sarah, který česky vyšel v roce 2021 v překladu Venduly Pazderové. Kniha vypráví o milostném vztahu dvou žen.

## Dílo
- Taková je Sarah (Ça raconte Sarah), 2018